# Венеційська школа фехтування
Венеційська шкóла фехтувáння — узагальнюючий термін, служить для визначення стилю фехтування, який виник в місті Венеція на початку XII, і проіснував до початку XIX століття..
Венеційці були майстрами мистецтва і ділилися зі своїми колегами з Болоньї обґрунтованими принципами фехтування, відомими як Болонська або Венеційська школа.
У венеційському фехтуванні вперше настільки детально були представлені властивості різних частин клинка, які застосовувалися в обороні та наступі. З таким підходом фехтувальник мав уявлення про те, що зараз називається «центром удару». Було запропоновано певний розподіл меча. Клинок ділився на чотири частини, перші дві — починаючи від ефеса слід використовувати в захисті; третю, біля центру удару, для удару; а четверту, у вістря, для уколу
На початку XVI століття французькі дворяни обома руками відмахувалися від репутації «хороший фехтувальник» (фр. Bon escrimeur), проте, у них у звичаї було їздити до Італії, таємно навчатися бойової майстерності в болонських або венеційських школах і, за можливості, кільком професійним трюкам під виглядом якихось ідеальних секретних ударів.
Венеційська школа фехтування характеризується використанням кинджала, короткого меча, довгого меча, алебарди і списи, різних видів щитів. До кінця XVI століття венеційська школа фехтування відмовилася від кулачного щита. Ліву руку озброїли дагою. Ця подія ознаменувала захід техніки «меч і баклер».
Венеційські солдати носили круглі щити, це зображено на мозаїках церкви Св. Марка у Венеції (XII століття), а також в рукописах XIV століття.
Венеційська школа фехтування представлена найбільшою кількістю трактатів з фехтування. Дана тенденція обумовлена тим, що Венеція в Середньовіччі була колискою науки в усіх напрямках, в тому числі, і науки про те, як перемагати.

## Відомі Майстри Венеційської школи фехтування
Одним з яскравих представників Венеційської школи фехтування є Сальватор Фабрис (1544-1618), італійський майстер фехтування, який опублікував свій трактат про фехтування «Lo Schermo, overo Scienza d'Arme» в 1606 році
Трактат став бестселером в Європі і перевидавався до 1713 року.
Після Фабріса Венеційську школу прославив своїм плідним новаторством Ніколетто Гіганті.
Ніколетто Гіганті, венеційський майстер 17-го століття знаменитий своїм трактатом, який був написаний в 1606 році під прізвиськом «Ніколетта Гіганті Венеціанський», хоча за представленими даними, він або його родина переїхали до Венеції з міста Фоссомброне в Ле Марше, Центральної Італії

Мало що відомо про життя Гіганті, але в його праці висвітлюється двадцять сім років професійного досвіду, в той час, як сім'я Гіганті довгий час перебувала на військовій службі у Венеції
В 1619 року фон Зеттер, імовірно член Громади святого Марка, опублікував у Франкфурті переклад трактату великого венеційського майстра Ніколетто Гіганті французькою і німецькою мовами, друге видання вийшло в 1622 році.

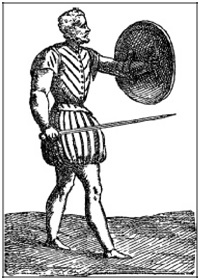
Меч і щит із трактату Джакомо ді Грассі

Ще одним представником Венеційської школи фехтування був Джакомо ді Грассі — майстер фехтування, написав трактат з фехтування «Ragione di adoprar sicuramente l'Arme, si da offesa come da difesa».
Венеційський майстер фехтування удосконалив теорію фехтувального мистецтва. Його метод був набагато простіше, ніж у Ахілла Мароцці. Типові приклади його системи можна знайти в роботах Анрі де Сен-Дідьє і Савіоли.
Джакомо ді Грассі підкреслює перевагу вістря перед ударом в прямих атаках і міркує про «tocchi di spade» (Удар мечем або рапірою), що само по собі дивно, оскільки лезо дуже рідко користувалося в той момент часу в бою на рапірах. Він також у своєму трактаті чітко говорить про те, що потрібно виконувати парирування переднім краєм леза, вважаючи захист тильним краєм небезпечною і слабкою.
Ді Грассі вирішив питання дистанції, ретельно визначив довжину і напрямок кроків, які називає «passo recto», використовується тільки для того, щоб зблизитися з противником
Ді Грассі — перший автор, який в своїй венеційської техніці врахував питання «ліній», які він ділить на внутрішні, зовнішні, високі і низькі:
|                     | У будь-якому випадку меч тримають або на нижній лінії (di sotto), або на високій лінії (di sopra), або всередині (di dentro), або зовні (di fuora) |
| — Джакомо ді Грассі | |

Але, хоча ді Грассі і визнавав чотири лінії атаки, він вчив тільки трьом стійкам з невеликими варіаціями: високою, низькою і зовнішньої — «guardia alta, bassa і largha».
Ще одним відомим майстром венеційської школи фехтування є Франческо Альфієрі — майстер фехтування XVII століття, народився в Падуї, на той момент часу це була територія Венеційської Республіки.